# Křenovy
Křenovy település Csehországban, a Domažlicei járásban. Křenovy Staňkov, Horšovský Týn, Puclice és Osvračín településekkel határos. Lakosainak száma 146 fő (2024. január 1.).

## Népesség
A település lakosságának változását az alábbi diagram mutatja:
| Lakosok száma | 203  | 264  | 203  | 188  | 186  | 148  | 141  | 144  | 137  | 146  |
|               | 1869 | 1900 | 1921 | 1961 | 1980 | 2011 | 2016 | 2019 | 2021 | 2024 |